# Fasciação

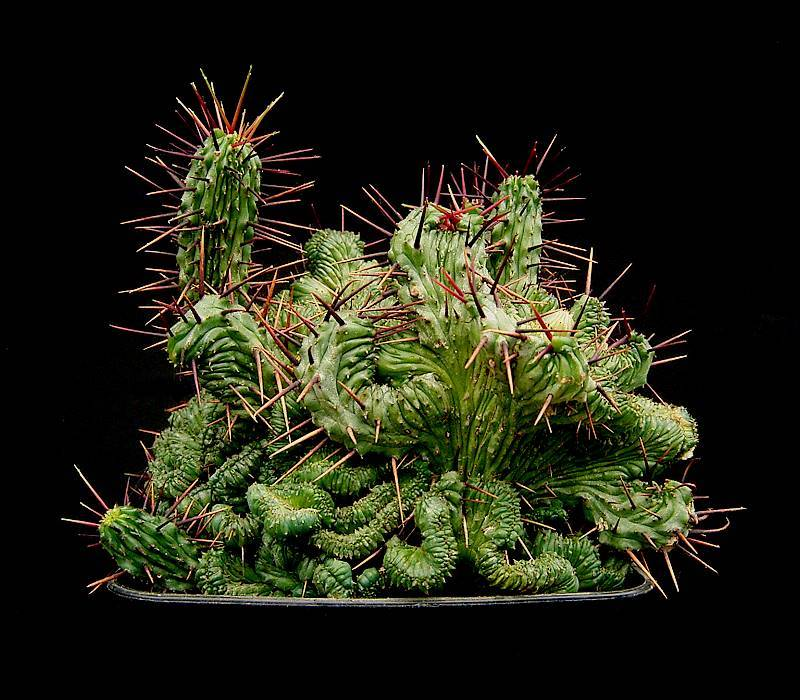
Euphorbia enopla fasciada.

A fasciação é uma conformação anormal em lâminas ou faixas de órgãos das plantas que deveriam ser cilíndricos. É portanto uma condição do crescimento de uma planta na qual o meristema apical, que normalmente se concentra em volta de um só ponto e produz tecido mais ou menos cilíndrico, se alarga de forma perpendicular à direção de crescimento. Tal produz tecidos achatados, em forma de faixas, irregulares ou sinuosos, por vezes parecendo bastante elaborados. Este fenómeno pode ocorrer no caule, na raiz, no fruto ou nas flores.
No caso dos frutos, esta anomalia caracteriza-se pela falta de controlo do desenvolvimento normal da planta condicionando a proliferação dos frutilhos e das coroas. Isto resulta em frutos de aparência disforme ou com coroas múltiplas. Outro tipo de fasciação, menos frequente, é o que resulta da proliferação acentuada do ápice do pedúnculo, dando origem, na mesma planta, a vários frutos pequenos, sem valor comercial.
A fasciação pode ser provocada por uma mutação nas células meristemáticas, por uma infeção bacteriana, ataques de insetos ou parasitas como os ácaros, ou danos químicos ou mecânicos. Algumas plantas herdam esta condição, mas esta alteração não representa um dano letal para a planta, embora o peso e o volume do tecido em causa costumem aumentar de forma irregular.
A fasciação é em geral rara, e apresenta-se possível em um terço das plantas vasculares, com particular incidência em membros das famílias Amaranthaceae e Cactaceae, ambas pertencentes à ordem Caryophyllales.  Também se encontrou frequentemente em membros dos géneros Aloe, Celosia, Delphinium, Digitalis, Euphorbia, Forsythia, Primula, Acer e Salix. 
Algumas variedades de Celosia são cultivadas especialmente pelas suas flores fasciadas, enquanto várias formas fasciadas de "cactus" costumem enxertar-se para promover o crescimento fasciado, pois são altamente apreciados por colecionistas.

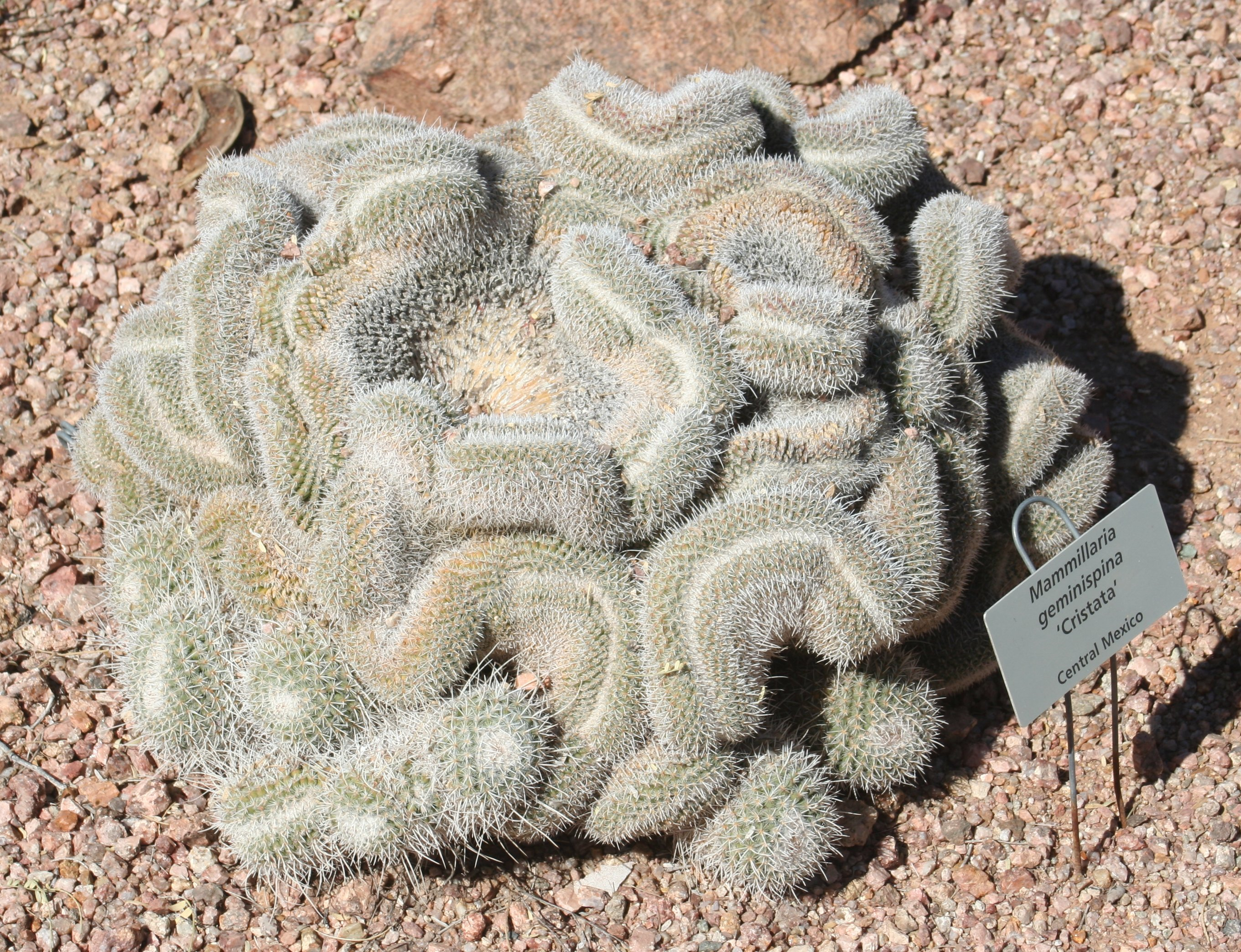
Mammillaria geminispina.